# 이케다 나리마사
이케다 나리마사(斯波義統)는 비젠 오카야마번 제6대 번주이다. 오카야마 번 이케다 종가(岡山藩池田家宗家) 제8대 당주.
| 전임 이케다 하루마사 | 제6대 오카야마번 번주 (이케다 종가) 1794년 ~ 1829년 | 후임 이케다 나리토시 |